# 水上健也
水上 健也（みずかみ けんや、1926年2月28日 - 2009年6月20日）は、日本の新聞記者、実業家。
大阪読売新聞社社長、読売新聞社会長、読売新聞グループ本社会長（初代）、読売新聞グループ本社代表取締役経営戦略会議議長などを歴任した。

## 経歴・人物
東京都出身。東京外国語大学フランス語学科卒業。1947年4月、読売新聞社入社。主に外報部（現国際部）で活躍。海外特派員としてジュネーヴ、ロンドン、パリ各特派員を経た後、欧州総局ロンドン支局長として活躍した。1982年に取締役編集局長に就任。以来、海外の要人への取材を重ね、1986年にはフランスのフランソワ・ミッテラン大統領やアメリカのロナルド・レーガン大統領の単独会見を行った。
社内では後輩の渡邉恒雄を支持し、外報部の水上、政治部の渡邉、経済部の氏家斉一郎、地方部の内山斉、社会部の滝鼻卓雄と、編集局内の派閥均衡を成立させた。
2008年、フランスの芸術文化勲章コマンドゥールを受章している。
2009年6月20日、肺炎のため東京都内の病院で死去。

## 読売新聞入社後の略歴
- 1947年 読売新聞社入社
- 1955年 ジュネーヴ特派員
- 1955年 ロンドン特派員（- 59年）
- 1959年 パリ特派員（- 60年）
- 1964年 欧州総局ロンドン支局長（- 69年）
- 1969年 外報部長
- 1974年 編集局次長
- 1975年 編集局総務
- 1979年 役員待遇 編集局総務
- 1982年 取締役編集局長
- 1983年 常務取締役編集局長
- 1986年 専務取締役編集局長
- 1987年 専務取締役編集主幹･出版担当、読売文化センター委員会委員長
- 1989年 日本記者クラブ理事長
- 1990年 取締役副社長編集主幹･出版担当
- 1991年 代表取締役副社長･編集主幹
- 1992年 大阪読売新聞社代表取締役社長
- 1997年 読売新聞社代表取締役会長
- 2002年 読売新聞グループ本社代表取締役会長
- 1994年 日本テレビ放送網監査役
- 2004年 代表取締役経営戦略会議議長